# Заря (полуостров)
Заря́ — полуостровов в Красноярском крае.
Полуостров Заря находится на южном побережье Карского моря и разделяет Карское море и залив Миддендорфа. Ограничивает с севера и востока берег Харитона Лаптева.

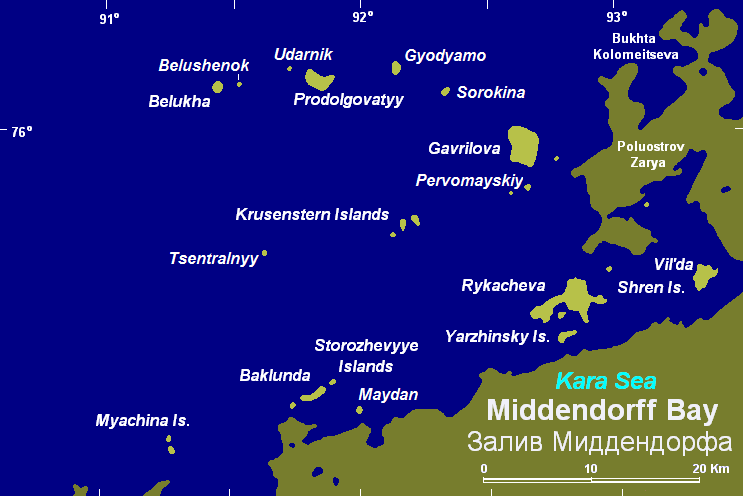
Расположение полуострова Заря в заливе Миддендорфа

На полуострове находится полуострова Де-Колонга, Палласа, Центральный, Неопределённый и Зуева. В северную часть полуострова вдаются бухты Обширная и Мелководная, залив Волчий, в южную бухты Веселовского, Овальная, Таинственная и Конечная. На полуострове много небольших ручьев. На востоке полуостров ограничен ручьем Пограничным. На западе пролив Мушкетова отделяет полуостров от острова Гаврилова.
Рельеф полуострова преимущественно холмистый, болотистый. Высочайшая точка 310 м (гора Чёрная), также высокими являются горы Седельная (132 м) и Медвежья (116 м). Берег преимущественно пологий, местами обрывистый.
Рядом с полуостровом глубины моря до 34 м. На южном побережье расположены острова Рыкачёва и Вильда.
Полуостров не заселён.
Назван в честь шхуны «Заря», на которой Русская полярная экспедиция под руководством барона Э. В. Толля зимовала у берегов полуострова. В южной части полуострова на мысе Депо полуострова Зуева во время стоянки в заливе Толль распорядился устроить продуктовый склад, предполагая исследовать на собачьих упряжках во время полярной зимы берега Таймыра. Но сам им не воспользовался. Вот как он описал об этом в своём дневнике:

…Здесь я велел зарыть ящик с 48 банками консервированных щей, запаянный жестяной ящик с 6 кг сухарей, запаянный жестяной ящик с 6 кг овсянки, запаянный ящик, содержащий около 1,6 кг сахару, 4 кг шоколада, 7 плиток и 1 кирпичник чаю. Яма была… обозначена деревянным крестом.

В 1973 году экспедиция Комсомольской правды откопала клад Толля. Продукты оказались в полной сохранности и съедобны. Находка позволила практически доказать, что продукты в условиях крайнего Севера могут храниться многие десятилетия.